# Solomon Linda
Solomon Popoli Linda OIG, właśc. Solomon Popoli Ntsele (ur. 1909 w Msinga k. Pomeroy, zm. 8 września 1962 w Soweto – południowoafrykański wokalista i kompozytor najbardziej znany jako twórca piosenki „Mbube” (w języku zuluskim: „Lew”), która dała nazwę gatunkowi śpiewu a cappella mbube spopularyzowanemu później przez Ladysmith Black Mambazo.
W 2022 roku uhonorowano go poprzez nadanie miastu Pomeroy nowej nazwy Solomon Linda.
W 2023 roku prezydent Cyril Ramaphosa nadał mu pośmiertnie Złoty Order Ikhamangi.

## Niepełna dyskografia
Solomon Linda nagrał wiele kompozycji (niektórych niewydanych) w Gallo Recording Studio. Towarzyszyła mu jego grupa wokalna, The Evening Birds
.
- 1938: Makasani/Mfo Ka Linda
- 1938: Ngqo Ngqongo Vula/Ngi Boni Sebeni
- 1939: Ntombi Ngangiyeshela (nagranie ok. 1938)/Hamba Pepa Lami
- 1939: Yetulisigqoko
- 1939: Mbube/Ngi Hambile (nagranie ok. 1938)
- 1939: Sangena Mama/Sohlangana
- 1939: Sengiyofela Pesheya/Ziyekele Mama
- 1940: Jerusalema (nagranie ok. 1940)/Basibizalonkizwe
- 1940: Sigonde 'Mnambiti (nagranie ok. 1939)/Bhamporo
- 1942: Ngazula Emagumeni (nagranie ok. 1941)/Gijima Mfana
- 1942: Ndaba Zika Linda/Ngiyomutshel'Ubaba